# Three Friends (filme)
Three Friends é um filme mudo norte-americano de 1913 em curta-metragem, do gênero western, dirigido por D. W. Griffith e estrelado por Blanche Sweet.

## Elenco
- Henry B. Walthall
- Blanche Sweet
- John T. Dillon
- Lionel Barrymore
- Joseph McDermott
- Clara T. Bracy
- Kathleen Butler
- Harry Carey
- Frank Evans
- J. Jiquel Lanoe
- Walter P. Lewis
- Wilfred Lucas
- Mae Marsh
- W. C. Robinson
- J. Waltham